# Jørgen Strand Larsen
Jørgen Strand Larsen, född 6 februari 2000, är en norsk fotbollsspelare som spelar för Wolverhampton Wanderers, på lån från Celta Vigo.

## Karriär
Larsen spelade som ung för Kvik Halden, men gick 2015 till Sarpsborg 08. 2016 började han spela för reservlaget i 3. divisjon. Larsen debuterade för A-laget och gjorde ett hattrick den 26 april 2017 i en 10–1-vinst över Drøbak-Frogn IL i Norska cupen. Larsen gjorde sin Eliteserien-debut den 21 maj 2017 i en 2–0-vinst över Vålerenga, där han blev inbytt i den 83:e minuten mot Jonas Lindberg.
Den 28 augusti 2017 lånades Larsen ut till italienska Milan på ett låneavtal över säsongen 2017/2018. Han var främst tilltänkt för en roll i klubbens ungdomsakademi och Primavera-lag (U19-lag). Larsen återvände därefter till Sarpsborg 08, där han totalt spelade 54 liga- och cupmatcher samt gjorde 10 mål.
Den 9 september 2020 värvades Larsen av nederländska Groningen. Fyra dagar senare gjorde han sin Eredivisie-debut i en 1–3-förlust mot PSV Eindhoven.
I augusti 2022 värvades Larsen av spanska Celta Vigo, där han skrev på ett sexårskontrakt. Den 2 juli 2024 lånades Larsen ut till Wolverhampton Wanderers på ett säsongslån.